# Rhizophagus sculpturatus
Rhizophagus sculpturatus is een keversoort uit de familie kerkhofkevers (Monotomidae). De wetenschappelijke naam van de soort werd in 1842 gepubliceerd door Carl Gustaf Mannerheim.